# Station to Station (canção)
"Station to Station" é a faixa-título do álbum homônimo de David Bowie, lançado em 1976. É a canção de estúdio mais longa de sua carreira, passando dos 10 minutos. A música começa com um zumbido seguido de alguns gemidos de guitarra, sons de estações ferroviárias, até aumentar a velocidade para uma seção pontuada pelo refrão It's too late ("é tarde demais").

## Conteúdo lírico e gravação
|                                                    | "Station to Station" Trecho de "Station to Station". |
| Problemas para escutar este arquivo? Veja a ajuda. |                                                      |

A letra contêm várias referências literárias e místicas — desde Shakespeare (such is the stuff from where dreams are woven) até Aleister Crowley, cabala, e ao gnosticismo. É nesta faixa que Bowie se apresenta como o Thin White Duke ("O Duque Branco e Magro"). Ela também contém estes versos citados frequentemente:
| Não são os efeitos colaterais da cocaína Eu estou achando que isso deve ser amor | It's not the side-effects of the cocaine I'm thinking that it must be love |

"Station to Station" foi gravada  em Los Angeles, no estúdio Cherokee, entre setembro e novembro de 1975. Emily Barke, em crítica publicada na revista NME , disse relatou que  durante agravação da música Bowie "privou seu corpo de todos os nutrientes (exceto por leite, pimentas e cocaína)". Posteriormente, Bowie disse que ele não lembrava de ter gravado o álbum Station to Station (1976), e que só lembrava de "flashes das sessões de estúdio".